# Fußball-Brandenburgliga 2019/20
Die Brandenburgliga 2019/20 war die 30. Spielzeit und die zwölfte als sechsthöchste Spielklasse im Fußball der Männer. Sie begann am 16. August 2019 mit dem Spiel SG Union Klosterfelde gegen die TSG Einheit Bernau und endete am 12. März 2020 mit dem 18. Spieltag.
Der RSV Eintracht 1949 belegte nach der Quotientenregelung vom 12. März 2020 den ersten Platz in der Liga und stieg damit in die Fußball-Oberliga Nordost auf. Der Märkischer SV 1919 Neuruppin errang mit 10 Punkten Rückstand die Vizemeisterschaft. Zur Winterpause führte der RSV Eintracht 1949 nach der Hinrunde die Tabelle der Brandenburgliga an und errang damit den inoffiziellen Titel des Herbstmeisters.
Der Fußball-Landesverband Brandenburg hat auf seiner Vorstandskonferenz am 11. Mai 2020 beschlossen, die Saison 2019/2020 auf Grund der vom Land Brandenburg erlassenen SARS-CoV-2 Eindämmungsverordnung ohne weiteren Spielbetrieb auslaufen zu lassen. Die Saison 2019/2020 wurde somit vorzeitig beendet.

## Teilnehmer
An der Spielzeit 2019/20 nahmen insgesamt 16 Vereine teil.
| ▼Absteiger aus der Oberliga Nordost 2018/19 |
| ------------------------------------------- |
| SV Altlüdersdorf                            |

| Mannschaften der Fußball-Brandenburgliga 2018/19 | Mannschaften der Fußball-Brandenburgliga 2018/19 | Mannschaften der Fußball-Brandenburgliga 2018/19 |
| ------------------------------------------------ | ------------------------------------------------ | ------------------------------------------------ |
| Märkischer SV 1919 Neuruppin                     | 1. FC Frankfurt                                  | TSG Einheit Bernau                               |
| TuS 1896 Sachsenhausen                           | Oranienburger FC Eintracht 1901                  | FSV Bernau                                       |
| SG Union Klosterfelde                            | Werderaner FC Viktoria 1920                      | SV Blau-Weiß Petershagen-Eggersdorf              |
| SV Grün-Weiß Lübben                              | FV Preussen Eberswalde                           | SV Falkensee-Finkenkrug                          |
| FC Eisenhüttenstadt                              |                                                  |                                                  |

| ▲Aufsteiger aus der Landesliga 2018/19 | ▲Aufsteiger aus der Landesliga 2018/19 |
| -------------------------------------- | -------------------------------------- |
| RSV Eintracht 1949                     | SC Eintracht Miersdorf/Zeuthen         |

## Spielstätten
Die Spielstätten sind nach den Kapazitäten sortiert.
| Logo | Verein                              | Stadion                           | Standort               | Kapazität |
| ---- | ----------------------------------- | --------------------------------- | ---------------------- | --------- |
|      | 1. FC Frankfurt                     | Stadion der Freundschaft          | Frankfurt (Oder)       | 12.000    |
|      | FC Eisenhüttenstadt                 | Stadion der Hüttenwerker          | Eisenhüttenstadt       | 10.000    |
|      | Märkischer SV 1919 Neuruppin        | Volksparkstadion                  | Neuruppin              | 5.000     |
|      | FSV Bernau                          | Sportplatz Rehberge               | Bernau bei Berlin      | 4.500     |
|      | FV Preussen Eberswalde              | Westend-Stadion                   | Eberswalde             | 4.000     |
|      | SV Grün-Weiß Lübben                 | Stadion der Völkerfreundschaft    | Lübben (Spreewald)     | 3.500     |
|      | Werderaner FC Viktoria 1920         | Arno-Franz-Sportplatz             | Werder (Havel)         | 3.000     |
|      | TSG Einheit Bernau                  | Sportplatz am Wasserturm          | Bernau bei Berlin      | 3.000     |
|      | RSV Eintracht 1949                  | Sportanlage Heinrich-Zille-Straße | Stahnsdorf             | 3.000     |
|      | SV Blau-Weiß Petershagen-Eggersdorf | Waldsportplatz                    | Petershagen/Eggersdorf | 2.500     |
|      | Oranienburger FC Eintracht 1901     | Orafol-Arena                      | Oranienburg            | 2.200     |
|      | TuS 1896 Sachsenhausen              | ELGORA-Stadion                    | Sachsenhausen          | 2.100     |
|      | SV Falkensee-Finkenkrug             | Sportplatz Leistikowstraße        | Falkensee              | 2.000     |
|      | SG Union Klosterfelde               | Sportplatz an der Mühlenstraße    | Klosterfelde           | 2.000     |
|      | SC Eintracht Miersdorf/Zeuthen      | Sportplatz Wüstemarker Weg        | Zeuthen                | 2.000     |
|      | SV Altlüdersdorf                    | Sport- & Gemeindezentrum          | Altlüdersdorf          | 2.000     |

## Abschlusstabelle

### Tabelle nach Quotientenregelung
| Pl. | Verein                              | Spiele | Punkte | Ø Punkte |
| --- | ----------------------------------- | ------ | ------ | -------- |
| 01. | RSV Eintracht 1949 (N)              | 17     | 44     | 2,59     |
| 02. | Märkischer SV 1919 Neuruppin        | 18     | 34     | 1,89     |
| 03. | 1. FC Frankfurt                     | 18     | 34     | 1,89     |
| 04. | SV Altlüdersdorf (A)                | 18     | 34     | 1,89     |
| 05. | SV Grün-Weiß Lübben                 | 19     | 34     | 1,79     |
| 06. | Werderaner FC Viktoria 1920         | 18     | 29     | 1,61     |
| 07. | SV Blau-Weiß Petershagen-Eggersdorf | 18     | 28     | 1,56     |
| 08. | TuS 1896 Sachsenhausen              | 18     | 28     | 1,56     |
| 09. | TSG Einheit Bernau                  | 18     | 27     | 1,50     |
| 10. | Oranienburger FC Eintracht 1901     | 18     | 25     | 1,39     |
| 11. | FV Preussen Eberswalde              | 19     | 25     | 1,32     |
| 12. | SG Union Klosterfelde               | 18     | 18     | 1,00     |
| 13. | FSV Bernau                          | 18     | 13     | 0,72     |
| 14. | SC Eintracht Miersdorf/Zeuthen (N)  | 18     | 13     | 0,72     |
| 15. | SV Falkensee-Finkenkrug             | 18     | 11     | 0,61     |
| 16. | FC Eisenhüttenstadt                 | 17     | 10     | 0,59     |

### Tabelle zum Zeitpunkt des Abbruchs
| Pl.                     | Verein                              | Sp. | S  | U | N  | Tore    | Diff. | Punkte |
| ----------------------- | ----------------------------------- | --- | -- | - | -- | ------- | ----- | ------ |
| 1.                      | RSV Eintracht 1949 (N)              | 17  | 14 | 2 | 1  | 059:230 | +36   | 44     |
| 2.                      | Märkischer SV 1919 Neuruppin        | 18  | 10 | 4 | 4  | 040:250 | +15   | 34     |
| 3.                      | 1. FC Frankfurt                     | 18  | 11 | 1 | 6  | 036:240 | +12   | 34     |
| 4.                      | SV Altlüdersdorf (A)                | 18  | 10 | 4 | 4  | 038:280 | +10   | 34     |
| 5.                      | SV Grün-Weiß Lübben                 | 19  | 11 | 1 | 7  | 042:350 | +7    | 34     |
| 6.                      | Werderaner FC Viktoria 1920         | 18  | 9  | 2 | 7  | 048:420 | +6    | 29     |
| 7.                      | SV Blau-Weiß Petershagen-Eggersdorf | 18  | 7  | 7 | 4  | 038:210 | +17   | 28     |
| 8.                      | TuS 1896 Sachsenhausen              | 18  | 7  | 7 | 4  | 030:230 | +7    | 28     |
| 9.                      | TSG Einheit Bernau                  | 18  | 7  | 6 | 5  | 036:280 | +8    | 27     |
| 10.                     | Oranienburger FC Eintracht 1901     | 18  | 7  | 4 | 7  | 025:270 | −2    | 25     |
| 11.                     | FV Preussen Eberswalde              | 19  | 8  | 1 | 10 | 049:340 | +15   | 25     |
| 12.                     | SG Union Klosterfelde               | 18  | 5  | 3 | 10 | 027:410 | −14   | 18     |
| 13.                     | FSV Bernau                          | 18  | 3  | 4 | 11 | 018:380 | −20   | 13     |
| 14.                     | SC Eintracht Miersdorf/Zeuthen (N)  | 18  | 4  | 1 | 13 | 035:690 | −34   | 13     |
| 15.                     | SV Falkensee-Finkenkrug             | 18  | 3  | 2 | 13 | 016:500 | −34   | 11     |
| 16.                     | FC Eisenhüttenstadt                 | 17  | 3  | 1 | 13 | 016:450 | −29   | 10     |
| Stand: Abschlusstabelle |                                     |     |    |   |    |         |       |        |

| (A) | Absteiger aus der Oberliga Nordost 2018/19 |
| (N) | Aufsteiger aus der Landesliga 2018/19      |

## Kreuztabelle
Die Kreuztabelle stellt die Ergebnisse aller Spiele dieser Saison dar. Die Heimmannschaft ist in der linken Spalte, die Gastmannschaft in der oberen Zeile aufgelistet.
| 2019/20                                    | SV Altlüdersdorf | Märkischer SV 1919 Neuruppin | 1. FC Frankfurt | TSG Einheit Bernau | TuS 1896 Sachsenhausen | Oranienburger FC Eintracht 1901 | FSV Bernau | SG Union Klosterfelde | Werderaner FC Viktoria 1920 | SV Blau-Weiß Petershagen-Eggersdorf | SV Grün-Weiß Lübben | FV Preussen Eberswalde | SV Falkensee-Finkenkrug | FC Eisenhüttenstadt | RSV Eintracht 1949 | SC Eintracht Miersdorf/Zeuthen |
| ------------------------------------------ | ---------------- | ---------------------------- | --------------- | ------------------ | ---------------------- | ------------------------------- | ---------- | --------------------- | --------------------------- | ----------------------------------- | ------------------- | ---------------------- | ----------------------- | ------------------- | ------------------ | ------------------------------ |
| SV Altlüdersdorf                           |                  | Abg.                         | 3:1             | 1:1                | 1:1                    | 3:0                             | 1:0        | 3:1                   | 1:1                         | Abg.                                | 3:2                 | Abg.                   | 5:0                     | Abg.                | Abg.               | 6:2                            |
| Märkischer SV 1919 Neuruppin               | 6:0              |                              | Abg.            | Abg.               | 0:0                    | Abg.                            | 1:0        | Abg.                  | 3:0                         | Abg.                                | Abg.                | 3:1                    | Abg.                    | 2:0                 | 2:2                | 4:4                            |
| 1. FC Frankfurt                            | Abg.             | 3:2                          |                 | Abg.               | Abg.                   | 1:1                             | 2:0        | 2:0                   | 6:1                         | Abg.                                | 3:0                 | 1:0                    | Abg.                    | 0:1                 | 2:1                | 5:1                            |
| TSG Einheit Bernau                         | Abg.             | 0:0                          | 2:0             |                    | Abg.                   | Abg.                            | Abg.       | 6:0                   | Abg.                        | Abg.                                | 2:0                 | 0:0                    | 0:1                     | 4:0                 | 2:8                | 4:1                            |
| TuS 1896 Sachsenhausen                     | 1:2              | 0:1                          | 2:1             | 2:2                |                        | Abg.                            | Abg.       | Abg.                  | 3:3                         | 1:0                                 | Abg.                | 2:0                    | Abg.                    | 1:1                 | 2:3                | 5:2                            |
| Oranienburger FC Eintracht 1901            | Abg.             | 1:3                          | 0:2             | 2:2                | 1:1                    |                                 | Abg.       | 2:1                   | Abg.                        | Abg.                                | Abg.                | 3:2                    | 4:0                     | Abg.                | 0:2                | 2:1                            |
| FSV Bernau                                 | 1:0              | 1:2                          | Abg.            | 1:5                | 0:2                    | 3:1                             |            | 1:1                   | Abg.                        | Abg.                                | 1:2                 | Abg.                   | 1:1                     | Abg.                | Abg.               | Abg.                           |
| SG Union Klosterfelde                      | Abg.             | 1:2                          | Abg.            | 2:1                | 1:1                    | 1:3                             | Abg.       |                       | Abg.                        | Abg.                                | Abg.                | Abg.                   | 2:0                     | 3:1                 | 2:3                | 4:1                            |
| Werderaner FC Viktoria 1920                | Abg.             | 4:3                          | 5:0             | 0:2                | 3:0                    | 2:1                             | 6:1        | 4:3                   |                             | Abg.                                | 2:4                 | Abg.                   | 4:0                     | Abg.                | Abg.               | 5:0                            |
| SV Blau-Weiß Petershagen-Eggersdorf        | 2:2              | Abg.                         | 2:1             | 0:0                | Abg.                   | 0:0                             | 2:2        | 1:1                   | 3:0                         |                                     | 3:0                 | Abg.                   | Abg.                    | Abg.                | 2:3                | 9:0                            |
| SV Grün-Weiß Lübben                        | Abg.             | 4:2                          | Abg.            | 6:3                | 0:2                    | 1:0                             | Abg.       | 3:1                   | Abg.                        | 2:2                                 |                     | Abg.                   | 4:0                     | Abg.                | Abg.               | 4:3                            |
| FV Preussen Eberswalde                     | 4:2              | Abg.                         | 3:4             | Abg.               | Abg.                   | 1:2                             | 3:2        | 6:1                   | 5:1                         | 2:0                                 | 3:1                 |                        | Abg.                    | 1:2                 | Abg.               | Abg.                           |
| SV Falkensee-Finkenkrug                    | Abg.             | 1:2                          | 0:2             | Abg.               | 2:4                    | Abg.                            | 0:0        | Abg.                  | Abg.                        | 0:3                                 | 1:2                 | 1:8                    |                         | 3:2                 | 0:2                | 2:4                            |
| FC Eisenhüttenstadt                        | Abg.             | 1:2                          | Abg.            | Abg.               | Abg.                   | 1:2                             | 1:2        | 1:2                   | 3:6                         | 1:0                                 | 0:4                 | 0:4                    | Abg.                    |                     | Abg.               | Abg.                           |
| RSV Eintracht 1949                         | 3:0              | Abg.                         | Abg.            | 4:0                | Abg.                   | Abg.                            | 3:1        | Abg.                  | 4:1                         | 2:2                                 | 3:1                 | 5:4                    | Abg.                    | 5:1                 |                    | Abg.                           |
| SC Eintracht Miersdorf/Zeuthen             | 1:3              | Abg.                         | Abg.            | Abg.               | Abg.                   | Abg.                            | 5:1        | Abg.                  | Abg.                        | 2:4                                 | Abg.                | 2:1                    | 1:4                     | 4:0                 | 1:6                |                                |
| * Farblegende aus Sicht der Heimmannschaft |                  |                              |                 |                    |                        |                                 |            |                       |                             |                                     |                     |                        |                         |                     |                    |                                |

## Statistiken

### Torschützenliste
| Pl. | Spieler                  | Mannschaft                     | Tore |
| --- | ------------------------ | ------------------------------ | ---- |
| 1.  | Patrick Richter          | Werderaner FC Viktoria 1920    | 23   |
| 2.  | Miguel Pereira Rodrigues | SV Grün-Weiß Lübben            | 17   |
| 2.  | Ceif Ben-Abdallah        | FV Preussen Eberswalde         | 17   |
| 4.  | Julian Rauch             | RSV Eintracht 1949             | 16   |
| 5.  | Levi Böttcher            | RSV Eintracht 1949             | 15   |
| 5.  | Kim Schwager             | FV Preussen Eberswalde         | 15   |
| 5.  | Marcin Krystek           | SV Altlüdersdorf               | 15   |
| 8.  | Niklas Goslinowski       | SC Eintracht Miersdorf/Zeuthen | 13   |

### Zuschauertabelle
Die Zuschauertabelle zeigt die besuchten Heimspiele an. Die Reihenfolge ist nach der Zuschaueranzahl sortiert.
| Pl.    | Verein | Verein                              | Zuschauer | ø pro Spiel | Auslastung |
| ------ | ------ | ----------------------------------- | --------- | ----------- | ---------- |
| 01.    |        | TuS 1896 Sachsenhausen              | 2.101     | 191         | 9,1 %      |
| 02.    |        | Oranienburger FC Eintracht 1901     | 1.812     | 201         | 9,2 %      |
| 03.    |        | SG Union Klosterfelde               | 1.571     | 196         | 9,8 %      |
| 04.    |        | SV Blau-Weiß Petershagen-Eggersdorf | 1.317     | 132         | 5,3 %      |
| 05.    |        | SV Altlüdersdorf                    | 1.235     | 124         | 6,2 %      |
| 06.    |        | 1. FC Frankfurt                     | 1.192     | 119         | 1 %        |
| 07.    |        | Märkischer SV 1919 Neuruppin        | 1.174     | 130         | 2,6 %      |
| 08.    |        | SV Falkensee-Finkenkrug             | 1.131     | 113         | 5,7 %      |
| 09.    |        | FV Preussen Eberswalde              | 1.114     | 124         | 3,1 %      |
| 10.    |        | FSV Bernau                          | 1.113     | 139         | 3,1 %      |
| 11.    |        | Werderaner FC Viktoria 1920         | 864       | 86          | 2,5 %      |
| 12.    |        | RSV Eintracht 1949                  | 809       | 101         | 3,4 %      |
| 13.    |        | FC Eisenhüttenstadt                 | 799       | 100         | 1 %        |
| 14.    |        | SC Eintracht Miersdorf/Zeuthen      | 756       | 108         | 5,4 %      |
| 15.    |        | SV Grün-Weiß Lübben                 | 754       | 94          | 2,7 %      |
| 16.    |        | TSG Einheit Bernau                  | 561       | 62          | 2,1 %      |
| Gesamt | Gesamt | Gesamt                              | 19.302    | 134         | 30,7 %     |